# Велика Шовковка
Велика Шо́вковка (рос. Большая Шелковка) — село у складі Рубцовського району Алтайського краю, Росія. Адміністративний центр Великошовковниківської сільської ради.

## Населення
Населення — 394 особи (2010; 428 у 2002).
Національний склад (станом на 2002 рік):
- росіяни — 93 %